# Liste des joueurs de baseball italiens
 (juillet 2025).
Si vous disposez d'ouvrages ou d'articles de référence ou si vous connaissez des sites web de qualité traitant du thème abordé ici, merci de compléter l'article en donnant les références utiles à sa vérifiabilité et en les liant à la section « Notes et références ».
Ceci une liste des joueurs des Ligues majeures de baseball nés en Italie. 
- Rugger Ardizoia
- Reno Bertoia
- Hank Biasatti (né en 1922 à Codroipo)
- Julio Bonetti
- Marino Pieretti